# Dana (cantora)
Dana Rosemary Scallon (Islington, 30 de Agosto de 1951 é uma cantora norte-irlandesa que se tornou mais tarde numa política do seu país.
Scallon foi baptizada com o nome de Rosemary Brown na cidade de Derry (Irlanda do Norte), no seio de uma família católica.
Em 1970, com apenas 19 anos, representou a Irlanda no Festival eurovisão da canção interpretando a balada All kinds of everything. Dana arrecadou para o seu país a sua primeira vitória nesse festival.
Dana foi sempre muito religiosa e tornou-se muito famosa ao cantar canções religiosas, como Totus Tuus, comemorando a Visita do Papa S. João Paulo II à Irlanda, em 1979.
Em 1987 Dana  partiu com  o marido para os Estados Unidos, onde se envolveu numa televisão de inspiração cristã. Em 1997 Dana regressou à Irlanda para se candidatar ao cargo de Presidente da República. Apesar de não ter apoio de qualquer partido político, obteve um honroso terceiro lugar.
Em 1999 candidatou-se como independente a um lugar do Parlamento Europeu e foi eleita. Não conseguiu porém renovar o mandato em 2004. Em termos políticos Dana opõe-se a qualquer liberalização do aborto, prática totalmente proibida na Irlanda.

## Discografia

### Singles
- 1970 - All Kinds OF Everything U.K. No.1
- 1971 - Who Put The Lights Out U.K. No.14
- 1975 - Please Tell Him That I Said Hello U.K. No.8
- 1975 - It's Gonna Be A Cold Cold Christmas U.K. No.4
- 1976 - Never Gonna Fall In Love Again U.K. No.31
- 1976 - Fairytale U.K. No.13
- 1979 - Something's Cookin' In The Kitchen U.K. No.44
- 1982 - I Feel Love Comin' On U.K. No.66